# Augustinas Normantas
Augustinas Normantas (* 1952 in Auksodė, Rajon Mažeikiai, Litauische SSR)  ist ein litauischer Verwaltungsjurist, Ombudsman und ehemaliger Verfassungsrichter.

## Leben
Nach dem Abitur 1970 an der Mittelschule Mažeikiai absolvierte er von 1970 bis 1975 das Diplomstudium der Rechtswissenschaften an der Universität Vilnius und von 1976 bis 1980 die Aspirantur an der Universität Moskau. 1982 promovierte er im Staatsrecht zum Thema „Visaliaudinė valstybė: atsiradimas, esmė ir funkcijos“.
Seit 1975 ist er Dozent am Lehrstuhl für Verfassungsrecht. Von 1993 bis 1996 war er Berater des Rechtsausschusses im Seimas, von 1996 bis 2005 Richter am Verfassungsgericht der Litauischen Republik und danach Ombudsman des Seimas.